# Dattu
Dattu (nep. दत्तु) – gaun wikas samiti w zachodniej części Nepalu w strefie Mahakali w dystrykcie Darchula. Według nepalskiego spisu powszechnego z 2001 roku liczył on 405 gospodarstw domowych i 2231 mieszkańców (1202 kobiet i 1029 mężczyzn).